# Washburn (Dakota Północna)
Washburn – miasto w Stanach Zjednoczonych, w stanie Dakota Północna, siedziba administracyjna hrabstwa McLean.